# Som klaraste vattuflöden
Som klaraste vattuflöden är en bröllopspsalm skriven av Karl-Gustaf Hildebrand 1936 och bearbetad av honom 1983. Gustaf Aulén komponerade musiken till psalmen 1936.
Psalmen är en bröllopspsalm och handlar om kärleken mellan man och kvinna, och den kärlekslåga som Gud ämnat åt människan: "Och ge åt vår kärleks låga / den eld som är hel och sann." Vattendraget jämförs med de öden och den tid som väller fram i livet, och som formar släktled på släktled. Den sista versen handlar om hur det ur kärleken mellan makar ska "stiga en ärlig och kristen tro".
Texten är fri för publicering 2076.

## Publicerad som
- Nr 235 i 1937 års psalmbok med titelraden "O Kriste, du föddes av kvinna", under rubriken "Vigsel".
- Nr 83 i den ekumeniska delen av den svenska psalmboken (dvs psalm 1-325 i Den svenska psalmboken 1986, Cecilia 1986, Psalmer och Sånger 1987, Segertoner 1988 och Frälsningsarméns sångbok 1990) under rubriken "Vigsel".